# Фінал Ліги Європи УЄФА 2020
Фінал Ліги Європи УЄФА 2020 — 49-й фінал Кубка УЄФА та 11-й у зміненому форматі. Матч планували провести 27 травня 2020 року в Гданську (Польща) на стадіоні «Енерга». Однак 23 березня 2020 року УЄФА оголосила, що фінал відкладений через пандемію COVID-19. 17 червня 2020 року Виконавчий комітет УЄФА вирішив перенести фінал до німецького Кельну.

## Місце проведення
«Рейн Енергі Штадіон» знаходиться у Кельні. Стадіон є домашнею ареною місцевого футбольного клубу «Кельн». Стадіон вміщує 41 825 глядачів.
Відкритий 1923 році. За час існування його двічі реконструювали. 
Стадіон приймав матчі чемпіонату Європи з футболу 1988, Кубку конфедерацій 2005 та чемпіонату світу з футболу 2006.

## Посол матчу
Послом фінального матчу Ліги Європи УЄФА 2019—2020 став відомий польський футболіст Анджей Бунцоль колишній гравець леверкузенського Баєр 04, переможець Кубка УЄФА 1987—1988.

## Передмова
| Команда | Попередні виступи (жирним шрифтом виділені перемоги) |
| ------- | ---------------------------------------------------- |
| Севілья | 5 (2006, 2007, 2014, 2015, 2016)                     |
| Інтер   | 4 (1991, 1994, 1997, 1998)                           |

«Севілья» є найуспішнішою командою в історії Кубка УЄФА /Ліги Європи, на рахунку іспанців п'ять перемог 2006, 2007, 2014, 2015 та 2016.
Для «Інтера» цей фінал стане п'ятим та першим з моменту зміни назви турніру.

## Шлях до фіналу
примітка: У всіх результатах, поданих нижче, голи фіналістів подаються першими (H: вдома; A: в гостях; N: нейтральне).
| Команда      | І | В | Н | П | ЗМ | ПМ | РМ  | О  |
| ------------ | - | - | - | - | -- | -- | --- | -- |
| Севілья      | 6 | 5 | 0 | 1 | 14 | 3  | +11 | 15 |
| АПОЕЛ        | 6 | 3 | 1 | 2 | 10 | 8  | +2  | 10 |
| Карабах      | 6 | 1 | 2 | 3 | 8  | 11 | −3  | 5  |
| Ф91 Дюделанж | 6 | 1 | 1 | 4 | 8  | 18 | −10 | 4  |

| Команда             | І | В | Н | П | ЗМ | ПМ | РМ | О  |
| ------------------- | - | - | - | - | -- | -- | -- | -- |
| Барселона           | 6 | 4 | 2 | 0 | 9  | 4  | +5 | 14 |
| Боруссія (Дортмунд) | 6 | 3 | 1 | 2 | 8  | 8  | 0  | 10 |
| Інтер               | 6 | 2 | 1 | 3 | 10 | 9  | +1 | 7  |
| Славія              | 6 | 0 | 2 | 4 | 4  | 10 | −6 | 2  |

## Матч
| 21 серпня 2020 21:00 CEST |

| Севілья                             | 3:2      | Інтер                         |
| ----------------------------------- | -------- | ----------------------------- |
| де Йонг 12' (33) Р. Лукаку 74' (аг) | Протокол | Р. Лукаку 5' (пен.) Годін 36' |

| Рейн Енергі Штадіон, Кельн Глядачів: 0 Арбітр: Данні Маккелі (Нідерланди) |

| Севілья | Інтер Мілан |

| ВР            | 13 | Яссін Буну      |     |     |
| ЗХ            | 16 | Хесус Навас ()  |     |     |
| ЗХ            | 12 | Жуль Кунде      |     |     |
| ЗХ            | 20 | Дієго Карлос    | 4'  | 86' |
| ЗХ            | 23 | Серхіо Регілон  |     |     |
| ПЗ            | 24 | Жоан Жордан     |     |     |
| ПЗ            | 25 | Фернандо        |     |     |
| ПЗ            | 10 | Евер Банега     | 45' |     |
| НП            | 5  | Лукас Окампос   |     | 71' |
| НП            | 19 | Люк де Йонг     |     | 85' |
| НП            | 41 | Сусо            |     | 77' |
| Заміни:       |    |                 |     |     |
| ВР            | 1  | Томаш Вацлік    |     |     |
| ВР            | 31 | Хаві Діас       |     |     |
| ЗХ            | 3  | Серхі Гомес     |     |     |
| ЗХ            | 18 | Серхіо Ескудеро |     |     |
| ЗХ            | 36 | Хенаро Родрігес |     |     |
| ЗХ            | 40 | Пабло Перес     |     |     |
| ПЗ            | 17 | Неманья Гудель  |     | 86' |
| ПЗ            | 21 | Олівер Торрес   |     |     |
| ПЗ            | 22 | Франко Васкес   |     | 77' |
| НП            | 11 | Мунір           |     | 71' |
| НП            | 28 | Хосе Лара       |     |     |
| НП            | 51 | Юссеф Ен-Несірі |     | 85' |
| Тренер:       |    |                 |     |     |
| Юлен Лопетегі |    |                 |     |     |

| ВР            | 1             | Самір Ханданович () |     |     |
| ЗХ            | 2             | Дієго Годін         |     | 90' |
| ЗХ            | 6             | Стефан де Врей      |     |     |
| ЗХ            | 95            | Алессандро Бастоні  | 55' |     |
| ПЗ            | 33            | Даніло Д'Амброзіо   |     | 78' |
| ПЗ            | 23            | Ніколо Барелла      | 41' |     |
| ПЗ            | 77            | Марцело Брозович    |     |     |
| ПЗ            | 5             | Роберто Гальярдіні  | 73' | 78' |
| ПЗ            | 15            | Ешлі Янг            |     |     |
| НП            | 9             | Ромелу Лукаку       |     |     |
| НП            | 10            | Лаутаро Мартінес    |     | 78' |
| Заміни:       |               |                     |     |     |
| ВР            | 27            | Даніеле Паделлі     |     |     |
| ЗХ            | 13            | Андреа Ранокк'я     |     |     |
| ЗХ            | 31            | Лоренцо Пірола      |     |     |
| ЗХ            | 34            | Крістіано Бірагі    |     |     |
| ЗХ            | 37            | Мілан Шкриняр       |     |     |
| ПЗ            | 11            | Віктор Мозес        |     | 78' |
| ПЗ            | 12            | Стефано Сенсі       |     |     |
| ПЗ            | 20            | Борха Валеро        |     |     |
| ПЗ            | 24            | Крістіан Еріксен    |     | 78' |
| ПЗ            | 87            | Антоніо Кандрева    |     | 90' |
| НП            | 7             | Алексіс Санчес      |     | 78' |
| НП            | 30            | Себастьяно Еспозіто |     |     |
| Тренер:       |               |                     |     |     |
| Антоніо Конте | Антоніо Конте | Антоніо Конте       | 18' |     |

| Гравець матчу: Люк де Йонг (Севілья) Помічники арбітра: Маріо Дікс (Нідерланди) Гессель Стігстра (Нідерланди) Четвертий арбітр: Анастасіос Сідіропулос (Греція) Відеоасистент арбітра: Йохем Камфейс (Нідерланди) Відеоасистенти: Кевін Блом (Нідерланди) Павел Гіль (Польща) Відеоасистент арбітра (офсайди): Томаш Сокольницький (Польща) | Регламент - 90 хвилин. - 30 хвилин додаткового часу за необхідності. - Серія пенальті за необхідності. - По дванадцять запасних гравців. - Максимум три заміни гравців від кожної команди посеред матчу. |

### Статистика
| Статистика            | Севілья | Інтер |
| --------------------- | ------- | ----- |
| Голи                  | 2       | 2     |
| Удари по воротах      | 8       | 4     |
| Удари в площину воріт | 5       | 2     |
| Сейви                 | 0       | 3     |
| Володіння м'ячем      | 57%     | 43%   |
| Кутові                | 1       | 0     |
| Порушення             | 6       | 11    |
| Офсайди               | 0       | 1     |
| Жовті картки          | 2       | 2     |
| Червоні картки        | 0       | 0     |

| Статистика            | Севілья | Інтер |
| --------------------- | ------- | ----- |
| Голи                  | 1       | 0     |
| Удари по воротах      | 6       | 5     |
| Удари в площину воріт | 0       | 2     |
| Сейви                 | 2       | 0     |
| Володіння м'ячем      | 38%     | 62%   |
| Кутові                | 0       | 2     |
| Порушення             | 10      | 8     |
| Офсайди               | 0       | 1     |
| Жовті картки          | 0       | 2     |
| Червоні картки        | 0       | 0     |

| Статистика            | Севілья | Інтер |
| --------------------- | ------- | ----- |
| Голи                  | 3       | 2     |
| Удари по воротах      | 14      | 9     |
| Удари в площину воріт | 5       | 4     |
| Сейви                 | 2       | 3     |
| Володіння м'ячем      | 47%     | 53%   |
| Кутові                | 1       | 2     |
| Порушення             | 16      | 19    |
| Офсайди               | 0       | 2     |
| Жовті картки          | 2       | 4     |
| Червоні картки        | 0       | 0     |